# Hadžići
Hadžići su naseljeno mjesto i općina u Bosni i Hercegovini.

## Zemljopis
Hadžići se nalaze oko 21 km zapadno od samog središta grada Sarajeva. Pošto se ubrajaju u naselje samoga grada povezani su sa zapadnim Sarajevom mnogobrojnim linijama gradskog prometnog poduzeća GRAS Sarajevo.

## Stanovništvo
Po posljednjem službenom popisu stanovništva iz 1991. godine, općina Hadžići (jedna od prigradskih općina Grada Sarajeva) imala je 24.200 stanovnika, raspoređenih u 62 naselja.
| Stanovništvo općine Hadžići |                  |                  |                  |
| godina popisa               | 1991.            | 1981.            | 1971.            |
| Muslimani                   | 15.392 (63,60 %) | 12.406 (59,21 %) | 11.150 (60,24 %) |
| Srbi                        | 6362 (26,28 %)   | 5778 (27,57 %)   | 6055 (32,71 %)   |
| Hrvati                      | 746 (3,08 %)     | 857 (4,09 %)     | 964 (5,20 %)     |
| Jugoslaveni                 | 841 (3,47 %)     | 1492 (7,12 %)    | 116 (0,62 %)     |
| ostali i nepoznato          | 859 (3,54 %)     | 419 (1,99 %)     | 223 (1,20 %)     |
| ukupno                      | 24.200           | 20.952           | 18.508           |

#### Hadžići (naseljeno mjesto), nacionalni sastav
| Hadžići            |                |                |                |
| godina popisa      | 1991.          | 1981.          | 1971.          |
| Muslimani          | 2575 (45,66 %) | 1433 (36,99 %) | 759 (30,07 %)  |
| Srbi               | 2146 (38,05 %) | 1497 (38,65 %) | 1285 (50,91 %) |
| Hrvati             | 275 (4,87 %)   | 239 (6,17 %)   | 298 (11,80 %)  |
| Jugoslaveni        | 449 (7,96 %)   | 597 (15,41 %)  | 78 (3,09 %)    |
| ostali i nepoznato | 194 (3,44 %)   | 107 (2,76 %)   | 104 (4,12 %)   |
| ukupno             | 5639           | 3873           | 2524           |

## Naseljena mjesta
Bare, Beganovi, Binježevo, Budmolići, Buturovići kod Drozgometve, Buturovići kod Osenika, Crepljani, Češće, Čičke, Deovići, Do, Doljani, Donja Bioča, Donja Raštelica, Donji Hadžići, Donji Zovik, Dragovići, Drozgometva, Dub, Dupovci, Duranovići, Ferhatlije, Garovci, Gornja Bioča, Gornja Raštelica, Gornji Zovik, Gradac, Grivići, Grude, Hadžići, Japalaci, Jeleč, Karaosmanovići, Kasatići, Kazina Bara, Korča, Košćan, Kućice, Lihovci, Lokve, Luke, Ljubovčići, Medvjedice, Miševići, Mokrine, Odžak, Orahovica, Osenik, Pazarić, Ramići, Resnik, Sejdanovići, Smucka, Tarčin, Trnčići, Trzanj, Urduk, Ušivak, Vrančići, Vrbanja, Vukovići i Žunovnica.

## Poznate osobe:
Vladimir Petković

## Spomenici i znamenitosti
- Srednjovjekovni grad Gradac

## Obrazovanje
2000. godine osnovana je Predškolska ustanova "AN-NUR" Sarajevo za odgoj i obrazovanje djece uzrasta od godinu dana do pred polazak u školu. U ustanovi se realizira cjeloviti razvojni program i nalaze se dvije odgojne grupe: mlađa mješovita do tri godine i starija grupa od tri godine do pred polazak u školu.

## Kultura
Na prostoru Općine Hadžići djeluje više kulturno umjetničkih društava, npr.KUD "Mladi Metalac", KUD "Igman", KUD "Ivan Planina",KUD"Bjelašnica".

## Sport
- FK Radnik, nogometni klub
- KK Bošnjak
- RK Hadžići
- Taekwondo klub "Centar" Hadžići